# Noah Reid
Noah Nicholas Reid är en kanadensisk skådespelare och musiker, mest känd från barnserien Franklin och som Patrick i den flerfaldigt Emmybelönade TV-komedin Schitt's Creek. 2019 fick Noah Reid ett Canadian Screen Award för bästa manliga biroll i en komediserie för sitt arbete på Schitt's Creek.